# Tatiana Samóilova
Tatiana Yevguénievna Samóilova (en ruso: Татьяна Евгеньевна Самойлова; Leningrado, 4 de mayo de 1934 − Moscú, 4 de mayo de 2014) fue una actriz cinematográfica rusa, célebre por sus interpretaciones en películas como Cuando pasan las cigüeñas (1957) y Anna Karénina (1967). 
Nació en Leningrado (actual San Petersburgo), siendo la hija del actor Yevgueni Samóilov y la ingeniera Zinaída Lévina. El mismo año de su nacimiento, su padre se trasladó a Moscú para trabajar con Vsévolod Meyerhold. Samóilova fue lanzada al estrellato en 1957, cuando interpretó el papel de Veronika en Cuando pasan las cigüeñas, de Mijaíl Kalatózov. La película obtuvo un gran éxito, y fue premiada con la Palma de Oro en el Festival de Cannes, concediéndosele también a Samóilova un premio especial. 
En la década de 1960, su papel más destacado fue el de Anna Karénina, en una versión soviética de la novela homónima de León Tolstói, la película Anna Karénina, dirigida por Aleksandr Zarjí y estrenada en 1967.

## Enlaces externos

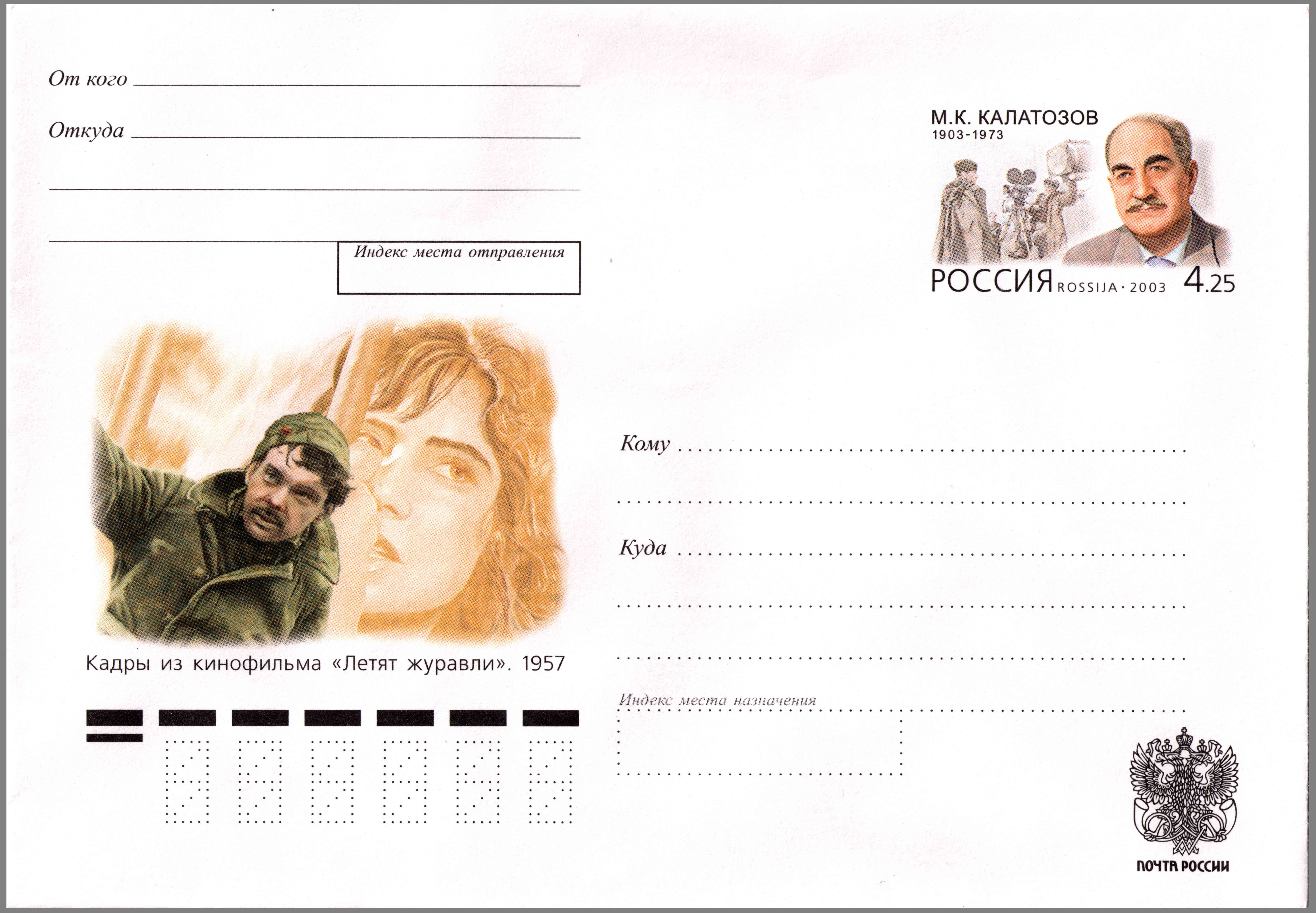
Sobre postal ruso del año 2003, centenario del nacimiento del director de cine Mijaíl Kalatózov. Lleva sello conmemorativo con su retrato y abajo, un montaje de imágenes de los actores Alekséi Batálov y Tatiana Samóilova en la película Cuando pasan las cigüeñas.

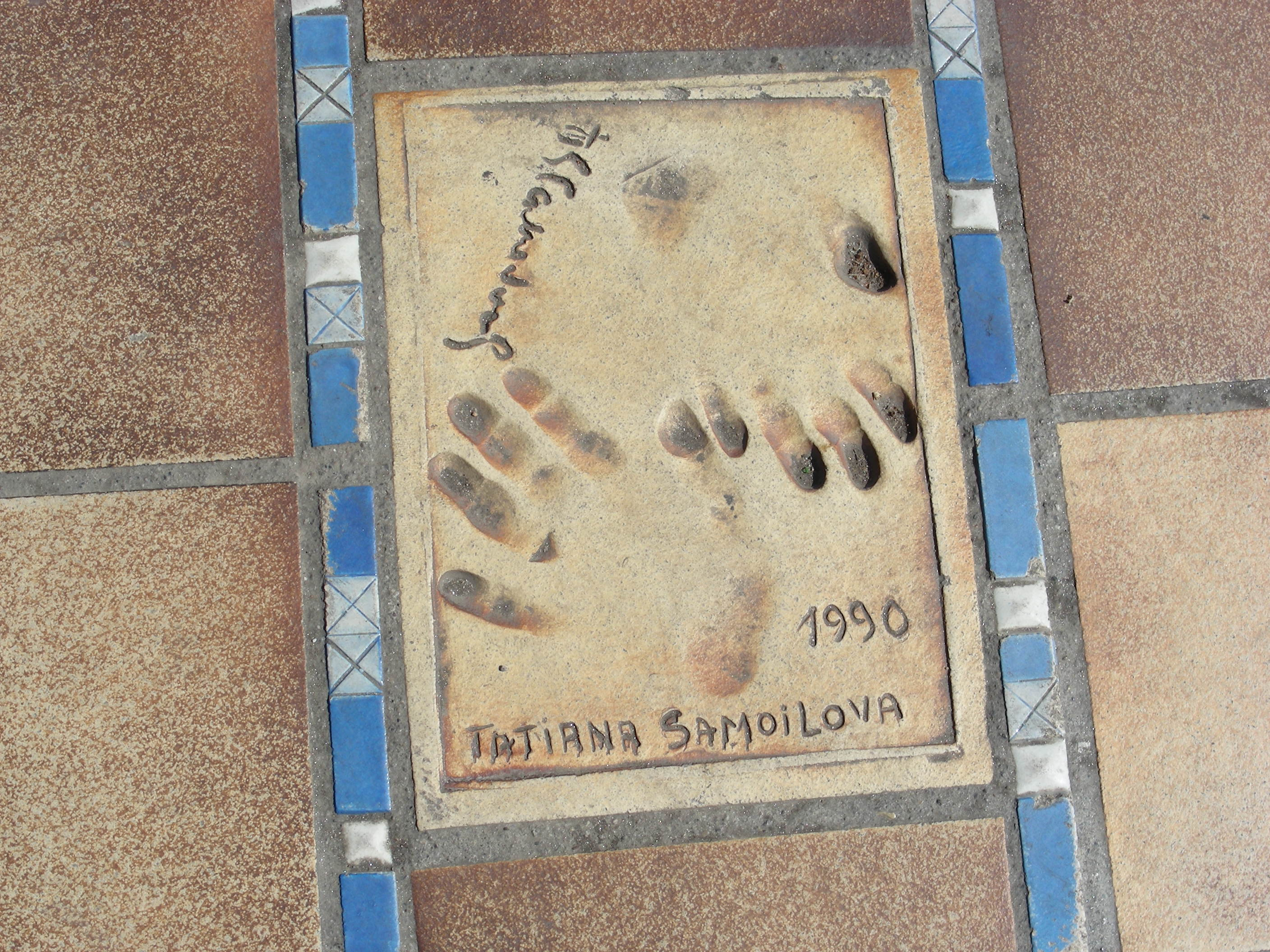
Impronta de Samóilova marcada en la edición de 1990 del Festival de Cannes.